# Malaeurhei
Malaeurhei ist eine osttimoresische Siedlung im Suco Madabeno (Verwaltungsamt Laulara, Gemeinde Aileu).

## Geographie und Einrichtungen
Malaeurhei ist eine Ansammlung von Häusern, die verstreut an einer kleinen Straße im Zentrum der Aldeia Desmanhata, auf einer Meereshöhe von 1013 m liegen. Nach Osten führt die Straße nach Madabeno (Aldeia Manufoni) und nach Nordwesten zum Dorf Lismori (Aldeia Lismori). Das „Haus der Riten“ (Uma Lisan) von Malaeurhei bildet das Zentrum der losen Siedlung.